# Éditions Rencontre
Éditions Rencontre é uma editora suíça fundada na cidade de Lausanne que funcionou entre os anos de 1950 a 1971.

## História
A Cooperativa das Edições Rencontre foi fundada em 18 de junho de 1950, constituindo, sem sombra de dúvidas, uma das aventuras editoriais mais surpreendentes da Suíça Romanda. Criada com a finalidade de financiar uma revista cultural de jovens de espírito militante sem nenhuma experiência no mundo editorial, conhece uma ascensão tímida antes de se impor como um dos Clubes do livro mais importantes da Europa.
Graças, fundamentalmente, as suas coleções de Obras Completas de autores clássicos vendidos na razão de um volume por mês, o número de assinantes explode até atingir a cifra de 500.000 no final dos anos 1960. Vende por correspondência um sem-número de publicações para assinantes associados. Publica mensalmente seu Boletim Literário das Edições Rencontre distribuindo-o gratuitamente a todos os membros da cooperativa, aos organizadores das coleções e aos assinantes da Revista Rencontre, periódico mensal generalista. 
De 1958 a 1962, as vendas dobram a cada ano, indo de sete milhões de francos suíços, em 1961, para sessenta milhões em 1967-1968. Em termos de vendas, a Editora passa de 2.200.000 exemplares vendidos, ao longo do ano de 1966, para cerca de 6.000.000, em 1970. Cerca de 37 milhões de volumes no espaço de dez anos.
Em 1962, surge o primeiro volume do Atlas de Viagens.
Em 1964, lança a Enciclopédia do Mundo Atual, uma enciclopédia formada por fichas perfuradas cuja redação dos textos ficava a cargo de Charles-Henri Favrod.
Em 1965, após a abertura de escritórios em Paris, Lyon, Bruxelas e no Quebec, a Editora passa a expedir 200.000 livros a seus assinantes a cada mês.
Em 1967, retoma a gerência da Revista Constelação, dedicada à televisão e ao cinema, e lança a Coleção Biblioteca dos 100 Clássicos.
Em 1970, ao firmar sociedade com a Ciba & Geigy, a Editora estende suas atividades ao domínio do audiovisual e se lança na realização e comercialização de filmes para difusão em aparelhos de videocassete. 
Em 1971, depois de tornar-se uma Sociedade Anônima com múltiplas filiais, de ter sua sede transferida para Mulhouse e de ter se configurado como um império industrial compreendendo igualmente duas instalações gráficas e uma usina de encadernação de livros, emprega, no auge de seu desenvolvimento, 1.200 pessoas, das quais 700 somente na cidade suíça de Lausanne, com ampla aceitação nos mercados francófono e alemão. 
Em 1991, a Edições Rencontre é readquirida pela Edeuras - filial de um grande grupo de vendas por correspondência - que, em 2002, se transfere para o Cher, departamento localizado na região central da França, e que, mais tarde, torna-se La Cité du Livre.
Assumindo o novo arquétipo das transformações de um processo editorial contemporâneo dominado pela lógica dos conglomerados da comunicação, onde o livro não é mais do que um simples objeto, tem fim a história deste que, outrora, foi um grande império editorial.

## Links
- Les Éditions Rencontre 1950-1971 Livro dedicado à história das Edições Rencontre, escrito por François Vallotton. (em francês)